# Мрочкова
Мрочкова (пол. Mroczkowa, нім. Eckwertsheide) — село в Польщі, у гміні Скорошиці Ниського повіту Опольського воєводства.
Населення — 215 осіб (2011).

## Демографія
Демографічна структура станом на 31 березня 2011 року:
|          | Загалом | Допрацездатний вік | Працездатний вік | Постпрацездатний вік |
| -------- | ------- | ------------------ | ---------------- | -------------------- |
| Чоловіки | 116     | 29                 | 75               | 12                   |
| Жінки    | 99      | 21                 | 56               | 22                   |
| Разом    | 215     | 50                 | 131              | 34                   |